# Julián Yarza
Julián Yarza Ceballos (Zaragoza, 1718 - id. 1772) fue un arquitecto español activo en Aragón, perteneciente a una extensa familia de constructores y maestros albañiles.
Documentado en 1771 como mayordomo de la Cofradía de albañiles de Zaragoza. Prácticamente toda su actividad profesional se centró en esta ciudad, y en la mayoría de las ocasiones junto a Francisco Velasco. Destacó por varias obras propias, la más importante la Plaza de Toros de Zaragoza, de la que hizo el proyecto y la ejecutó. Entre el resto de sus proyectos y obras en Zaragoza, las más significativas fueron el Coro de la Virgen de El Pilar y la ejecución de las obras de la Casa de Misericordia, junto a Miguel Sanclemente. Se le atribuye también la realización de la fachada barroca de la Catedral de Zaragoza.